# 북미항공우주방위사령부
북미항공우주방위사령부(北美航空宇宙防衛司令部, 영어: North American Aerospace Defence Command; NORAD, 프랑스어: Commandement de la défense aérospatiale de l'Amérique du Nord; CDAAN)는 1958년 5월 12일에 창설된 미국 공군과 캐나다 공군이 공동으로 운영하는 다국적 연합방공사령부로, 현재의 이름은 1963년부터 사용되었다. 북아메리카(아메리카 합중국과 캐나다)의 항공이나 우주에 관해서 관측 또는 위험의 조기 발견을 목적으로 해 미국 콜로라도주 샤이엔 산 복합체에 위치하고 있다. 통칭 노라드(NORAD). 24시간 체제로 우주의 위성의 상황이나 지구상의 핵무기나 전략 폭격기 등의 동향을 지켜보고 있다.

## 개요
이 사령부는 미국과 캐나다 양국의 공동 조직이므로, 사령관은 미국의 공군 대장이 맡고, 부사령관은 캐나다 공군 중장이 임명된다. 최종 지휘 책임도 미국 대통령 및 캐나다 총리이다. 1983년 미국 우주사령부가 창설된 이후, NORAD의 미국인 사령관은 미국 우주통합사령부의 사령관직도 겸직하고 있다.
NORAD의 미국 측 장비 및 인력 대부분은 공군전투사령부 소속 제1공군을 제외하면 대부분 미국 우주사령부 소속이다(이 사령부의 인원 대부분은 공군우주사령부 소속이다).

### 임무

페이브 포스의 탐지범위는 파란색, 탄도 미사일 조기 경보 시스템은 빨간색이다. 두 시스템의 보고는 콜로라도에 있는 샤이엔 산 공군 기지로 보내진다.

북미 항공 우주 방위 사령부는 1958년 미국과 캐나다 간에 맺어진 협정으로 창설되었다. 이 사령부의 초기 주 임무는 항공기, 그 중에서도 핵무기 탑재 항공기의 미국 및 캐나다 침공을 사전에 탐지하는 것이었다. 60년대 이후 대륙간탄도미사일의 위협이 현실화하면서 임무도 그에 맞게 바뀌었다. 그러나, 당시 기술로는 대륙간탄도미사일을 요격할 수 없었기 때문에 조기 경보에만 치중했고 방공 임무는 약했다. 즉, 방어가 아닌 감시가 사령부의 주임무가 되었다.
오늘날 북미 항공 우주 방위 사령부의 주임무는 다음과 같다.
- 영공(미국, 캐나다) 및 우주 감시
- 공격 경보 발령
- 위협 평가
- 북미 지역의 방공작전 통제

방공작전 통제를 위해 북아메리카를 캐나다, 미국 본토, 알래스카의 3개 방공 구역(NORAD Region)으로 나누고, 각 방공 구역 아래에 다시 방공 섹터를 둔다. 방공구역에는 방공구역 항공작전 통제센터(ROCC)가 있으며, 각 섹터에는 섹터항공작전 통제센터(SOCC)가 있다.
캐나다 방공구역(CANR)은 동부 및 서부로 2개 섹터로 구성된다. 미국 본토의 본토방공구역(CONR) 구역항공작전 통제센터(ROCC)를 맡은 것은 미국의 제1공군이며, 제1공군의 자체 구역 구분과 NORAD의 구역 구분은 일치한다. 제1공군은 공군전투사령부 소속이지만, 방공임무에 관해서는 NORAD에 직접 보고하도록 되어 있다.

## 구조

### 지휘부
NORAD의 사령관은 공군 대장 계급의 고위 장교가 임명되고 있으며, 미국 북부사령부의 사령관 직책도 겸한다.
- 사령관: 미국 공군 대장 글렌 D. 밴허크
- 부사령관: 캐나다 왕립공군 중장 알랭 펠티에
- 참모장: 미국 해병대 준장 오스틴 E. 렌포스(대행)
- 주임 원사: 미국 해병대 원사 폴 매케너

### 편성

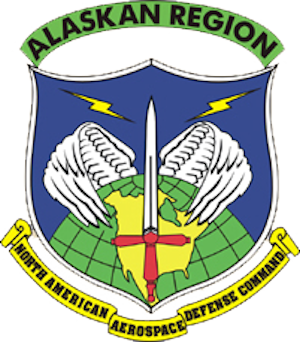
알래스카 NORAD 지역의 앰블럼 (NORAD 로고 기반)
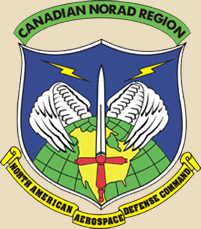
제1캐나다항공사단/캐나다 NORAD 지역의 앰블럼 (NORAD 로고 기반)
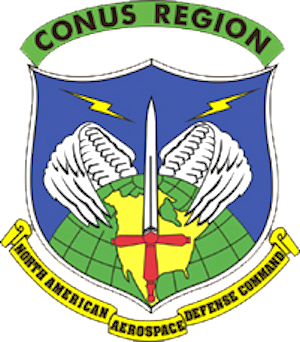
미국 본토 NORAD 지역의 앰블럼 (NORAD 로고 기반)
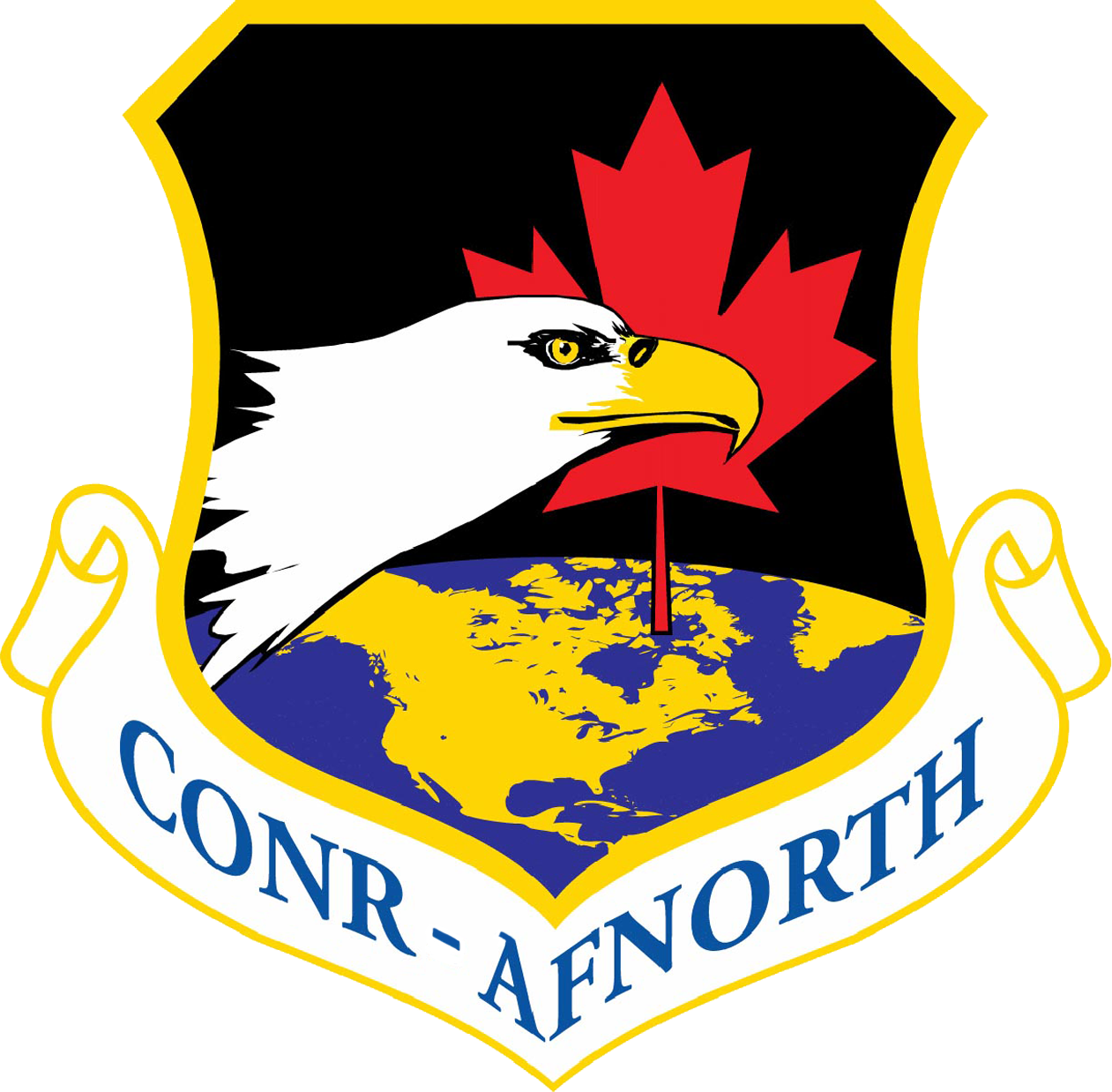
미국 북부 공군의 앰블럼
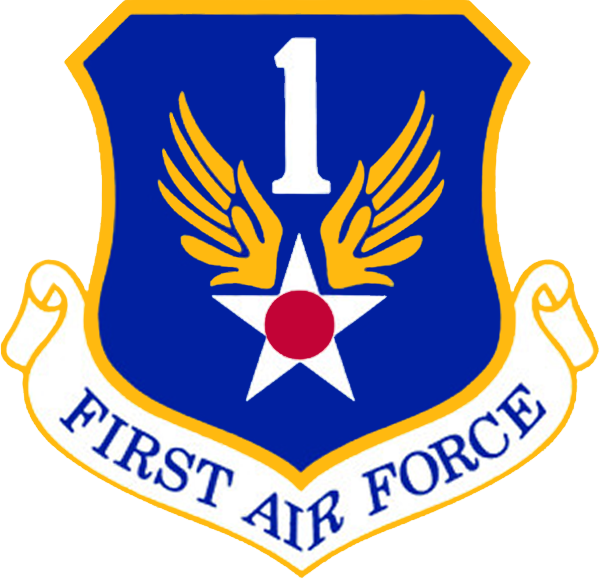
제1공군의 앰블럼
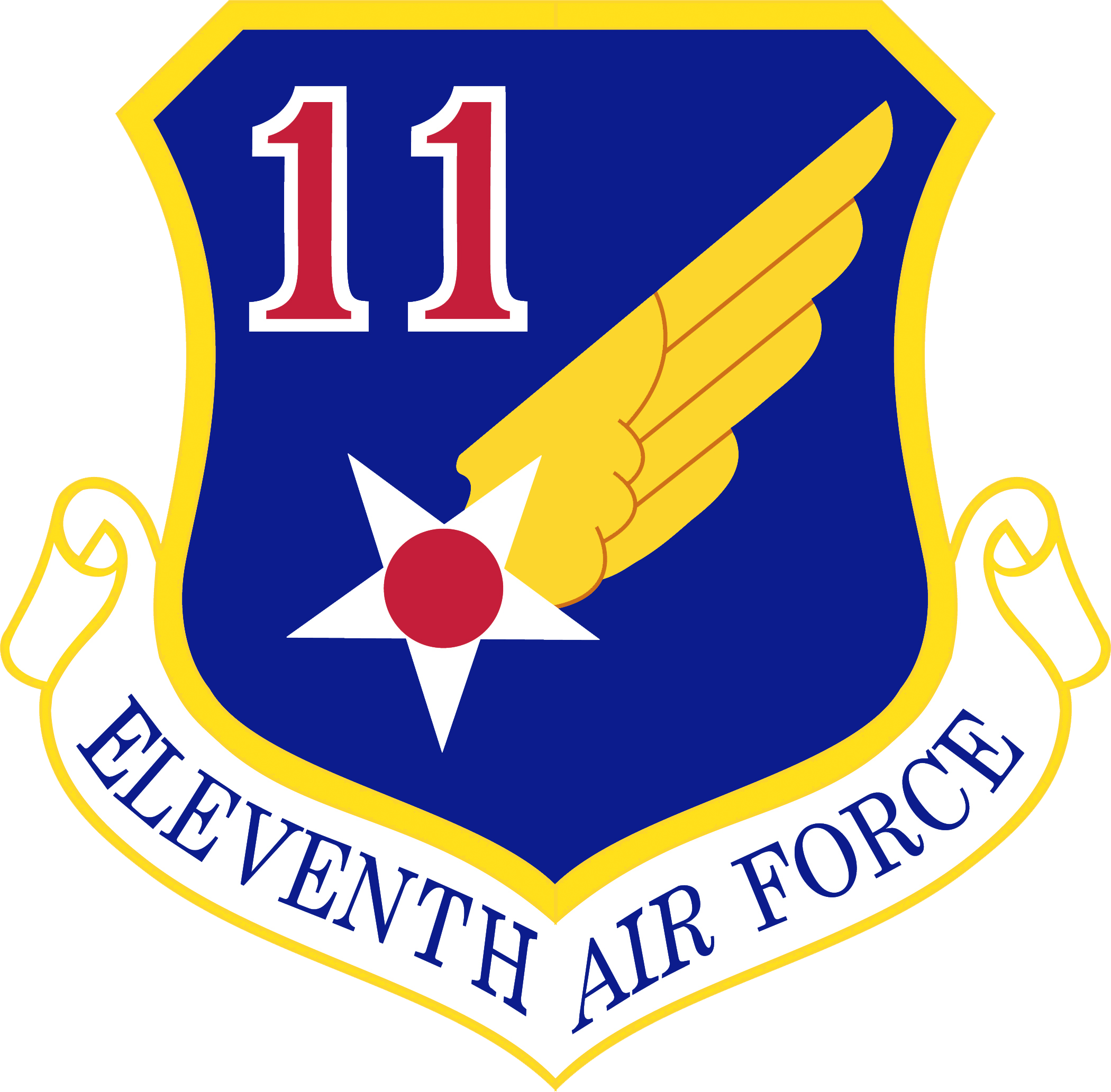
제11공군의 앰블럼
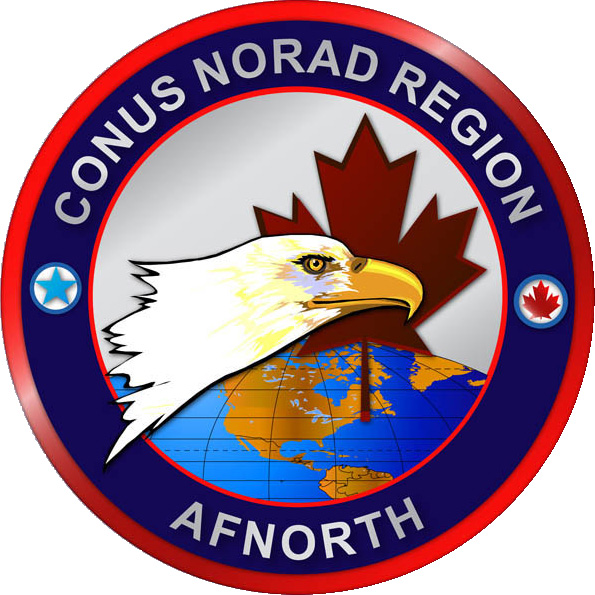
본토 NORAD 지역의 앰블럼
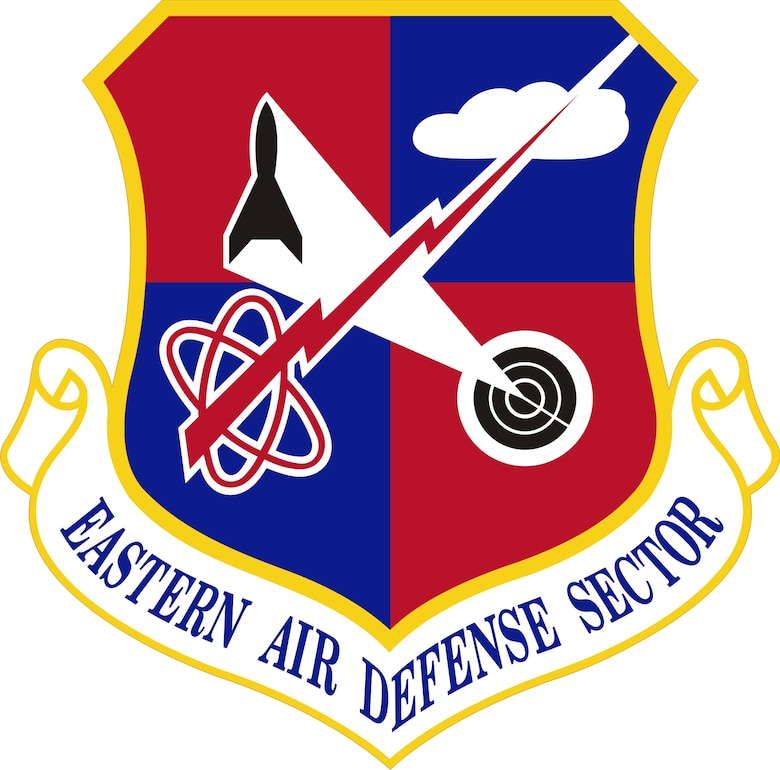
동부 방공 영역의 앰블럼
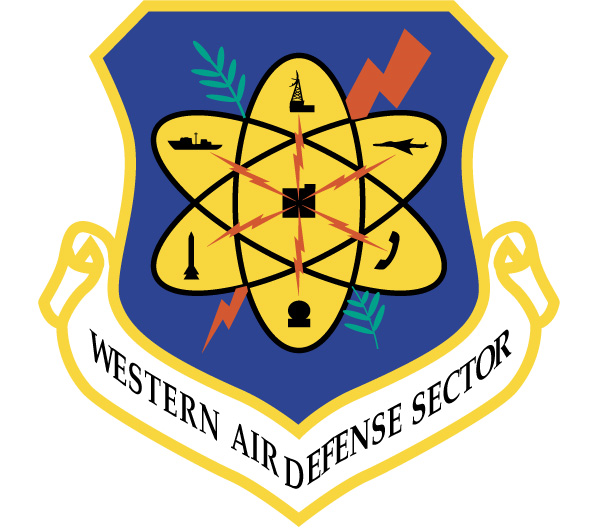
서부 방공 영역의 앰블럼

- 알래스카 NORAD 지역 (ANR)
  - 제11공군(11 AF) - 알래스카주 앵커리지 엘먼도프-리처드슨 합동기지
- 캐나다 NORAD 구역 (CANR)
  - 제1캐나다항공사단 (1 CAD) - 매니토바주 CFB 위니펙
- 미국 본토 NORAD 지역 (CONR)
  - 제1공군/북부 공군(1 AF/AFNORTH) - 플로리다주 타인달 공군기지
  - 동부방공구역(EADS) - 뉴욕주 롬 그리피스 공군기지
  - 서부방공구역(WADS) - 워싱턴주 터코마 맥코드 비행장

이전
- 본토방공사령부; 1975년 6월 30일, 해산
  - 육군방공사령부; 1975년 1월 4일, 해산
  - 항공우주방위사령부; 1980년 3월 31일, 전술공군사령부 방공대로 대채됨.
- 캐나다 방공사령부; 1957년 9월 ~ 1975년 9월, 방공단으로 축소

## 계보
- 1958년 5월 12일, North American Air Defence Command
→북미방공사령부
- 1968년, North American Aerospace Defence Command
→북미항공우주방위사령부

## 같이 보기
- 샤이엔 산
- 탄도 미사일 조기 경보 시스템
- NORAD 산타 추적